# Intraveneuze anesthetica
Algehele anesthetica worden ingedeeld in twee groepen. Dit zijn de intraveneuze anesthetica en de dampvormige anesthetica. Intraveneus wil zeggen in een ader.

## Voorbeelden
| Naam            | Ook bekend als |
| --------------- | --- |
| propofol        | diprivan |
| pentothal       | thiopental, thiopentone |
| etomidaat       | hypnomidate, etomidate, etomidate lipuro                                                                                            |
| ketamine        | ketamine S, ketanest, ketalar |
| midazolam       | dormicum (vaak om de patiënt wat te kalmeren, voor een ingreep (pre-anestheticum) en voor het inleiden van volledige narcose)       |
| benzodiazepinen | niet geschikt als volledige anesthetica, uitzonderingen daargelaten (verlenging narcose), soms ter versterking of als bij midazolam |

## Verschillen tussen de anesthetica
Cardiovasculair heeft ketamine de meeste voordelen: het geeft sympathicusstimulatie, waardoor meestal de hartslag en bloeddruk op peil blijft. Daarna komt etomidaat dat de minste invloed heeft op de bloeddruk en circulatie. De overige anesthetica zoals propofol en pentothal hebben alleen in lagere doseringen minder invloed op het cardiovasculaire stelsel. Propofol wordt in de praktijk als enige middel gebruikt om anesthesie voort te zetten.  Dit wordt dan in een pomp toegediend. Bij etomidaat zou dit theoretisch ook kunnen, maar zijn de bijwerkingen op de bijnier te gevaarlijk. Etomidaat is geschikt bij patiënten met longziektes zoals Astma en COPD, want het geeft weinig tot geen bronchospasme (vernauwing van de luchtwegen). In de praktijk wordt met name propofol gebruikt.